# Verbotene Geschichten – Als Jesus unerwünscht war
In der Zeichentrickserie Verbotene Geschichten – Als Jesus unerwünscht war, nach dem Buch von Andrew Melrose, Brian Brown, Eric J. Dannenberg u. a., werden die Erlebnisse der Kinder Ana, Cyrus, Justin, Marcus und Zakkai in der nach dem großen Brand Roms vom 18. zum 19. Juli 64 n. Chr. beginnenden Verfolgung der Christen im Römischen Reich erzählt.

## Inhalt
Die Kinder finden beim Bäcker Ben und seiner Frau Helena ein sicheres Versteck vor ihren Verfolgern. Der Bäcker Ben berichtet den Kindern von den Erzählungen aus dem Heiligen Land und der Bibel. Die Kinder gründen daraufhin eine Geheimorganisation, welche den christlichen Glauben bewahren soll. Dabei geraten sie durch die Schergen Neros, welche sie zu fangen versuchen, in Gefahr. Auf der Flucht vor Neros Häschern helfen sie weiteren in Not geratenen Christen und verbreiten dabei die Lehren Jesu im Volk.

## Produktion
Die Produktion erfolgte durch das christliche Medienunternehmen Zondervan in Kooperation mit der evangelikalen Organisation Focus on the Family. Die Animationen wurden durch die irische Shepherd Films angefertigt. Das Drehbuch stammt von J. David Stern, Rob McFarlane und Eric J. Dannenberg. Die Regie führte Jimmy T. Murakami.

## Veröffentlichungen
Die Serie wurde im Jahr 1997 auch in Großbritannien und im deutschsprachigen Raum von 1998 bis 2014 im ZDF, SF 2, ORF 1 ausgestrahlt. Zur Serie sind im Jahr 2000 Specials mit dem Titel: Das Osterwunder und Das Weihnachtswunder erschienen, welche nur einmalig zu Ostern oder Weihnachten im Jahr der jeweiligen TV-Ausstrahlung liefen. Die fünfteilige DVD-Ausgabe der Serie trägt den Titel Codename Jesus.